# Scottish Cup 1891-92
Scottish Football Association Challenge Cup 1891–92 var den 19. udgave af Scottish Football Association Challenge Cup, nu til dags bedre kendt som Scottish Cup.
Dette år blev det indført, at turneringen kun havde deltagelse af 32 hold, og at deltagerne blev fundet ved regionale kvalifikationsturneringer i efteråret 1891.
De første kampe i første runde blev spillet den 28. november 1891, og turneringen blev afsluttet den 9. april 1892, hvor Celtic FC vandt finalen over Queen's Park FC med 5-1. Sejren var Celtic FC's første i turneringens historie.

## Resultater

### Celticsvej til sejren
| Runde        | Dato   | Kamp                               | Res.   |
| ------------ | ------ | ---------------------------------- | ------ |
| Første runde | 28.11. | St. Mirren FC – Celtic FC          | 2–4    |
| Anden runde  | 19.12. | Celtic FC – Kilmarnock Athletic FC | 3–0    |
| Kvartfinale  | 23.1.  | Celtic FC – Cowlairs FC            | 4–1    |
| Semifinale   | 6.2.   | Celtic FC – Rangers FC             | 5–3    |
| Finale       | 12.3.  | Celtic FC – Queen's Park FC        | [0]1–0 |
| Finale       | 9.4.   | Celtic FC – Queen's Park FC        | 5–1    |

### Første runde
| Dato   | Kamp                                        | Res.   |
| ------ | ------------------------------------------- | ------ |
| 28.11. | Abercorn FC – Queen's Park FC               | 2–3    |
| 28.11. | Annbank FC – Battlefield FC                 | 2–1    |
| 28.11. | Broxburn Shamrock FC – Northern FC          | 7–2    |
| 28.11. | Cowlairs FC – Cambuslang FC                 | [0]3–1 |
| 28.11. | Dumbarton FC – Thistle FC                   | 4–0    |
| 28.11. | East Stirlingshire FC – Kilmarnock FC       | 1–6    |
| 28.11. | Kilmarnock Athletic FC – Bridge of Allan FC | 7–2    |
| 28.11. | Leith Athletic FC – Dunblane FC             | 5–0    |
| 28.11. | Linthouse FC – Bathgate Rovers FC           | 0–6    |
| 28.11. | Monkcastle FC – Arbroath FC                 | 3–4    |

| Dato   | Kamp                                                | Res. |
| ------ | --------------------------------------------------- | ---- |
| 28.11. | Rangers FC – St. Bernard's FC                       | 5–1  |
| 28.11. | Renton FC – Ayr FC                                  | 7–4  |
| 28.11. | St. Mirren FC – Celtic FC                           | 2–4  |
| 28.11. | Third Lanark Rifle Volunteers FC – Vale of Leven FC | 3–0  |
| 5.12.  | Aberdeen FC – Mid-Annandale FC                      | 2–6  |
| 5.12.  | Heart of Midlothian FC – Clyde F.C.                 | 8–0  |
| Omkamp |                                                     |      |
| 12.12. | Cowlairs FC – Cambuslang FC                         | 3–1  |

### Anden runde
Seksten hold spillede om otte pladser i kvartfinalerne.
| Dato         | Kamp                                            | Res.  |
| ------------ | ----------------------------------------------- | ----- |
| 19.12.       | Annbank FC – Leith Athletic FC                  | 2–1   |
| 19.12.       | Arbroath FC – Renton FC                         | 0–3   |
| 19.12.       | Broxburn Shamrock FC – Heart of Midlothian FC   | 4–5   |
| 19.12.       | Celtic FC – Kilmarnock Athletic FC              | 3–0   |
| 19.12.       | Cowlairs FC – Mid-Annandale FC                  | 11–20 |
| 19.12.       | Queen's Park FC – Bathgate Rovers FC            | 6–0   |
| 19.12.       | Rangers FC – Kilmarnock FC                      | 0–0   |
| 19.12.       | Third Lanark Rifle Volunteers FC – Dumbarton FC | 1–3   |
| Omkamp       |                                                 |       |
| 26.12.       | Kilmarnock FC – Rangers FC                      | 1–1   |
| Anden omkamp |                                                 |       |
| 23.1.        | Rangers FC – Kilmarnock FC                      | 3–2   |

### Kvartfinaler
I kvartfinalerne spillede de otte vindere fra ottendedelsfinalerne om fire pladser i semifinalerne.
| Dato    | Kamp                               | Res. |
| ------- | ---------------------------------- | ---- |
| 23.1.   | Celtic FC – Cowlairs FC            | 4–1  |
| 23.1.   | Dumbarton FC – Queen's Park FC     | 2–2  |
| 23.1.   | Renton FC – Heart of Midlothian FC | 4–4  |
| 30.1.   | Rangers FC – Annbank FC            | 2–0  |
| Omkampe |                                    |      |
| 30.1.   | Heart of Midlothian FC – Renton FC | 2–2  |
| 30.1.   | Queen's Park FC – Dumbarton FC     | 4–1  |
| 30.1.   | Anden omkamp                       |      |
| 6.2.    | Renton FC – Heart of Midlothian FC | 3–2  |

### Semifinaler
| Dato   | Kamp                        | Res. | Spillested                |
| ------ | --------------------------- | ---- | ------------------------- |
| 6.2.   | Celtic FC – Rangers FC      | 5–3  | 2nd Hampden Park, Glasgow |
| 11.2.  | Renton FC – Queen's Park FC | 1–1  | Tontine Park, Renton      |
| Omkamp |                             |      |                           |
| 27.2.  | Queen's Park FC – Renton FC | 3–0  | 2nd Hampden Park, Glasgow |

### Finale
| Dato   | Kamp                        | Res.   | Tilskuere | Spillested          |
| ------ | --------------------------- | ------ | --------- | ------------------- |
| 12.3.  | Celtic FC – Queen's Park FC | [0]1–0 | 25.897    | Ibrox Park, Glasgow |
| Omkamp |                             |        |           |                     |
| 9.4.   | Celtic FC – Queen's Park FC | 5–1    | 20.000    | Ibrox Park, Glasgow |